# Gustav Strohm (Diplomat)
Gustav Strohm (* 1. Juni 1893 in Eßlingen am Neckar; † 22. August 1957 in Pretoria) war ein deutscher Diplomat.

## Leben
Nach dem Besuch des humanistischen Gymnasiums in Eßlingen (das heutige Georgii-Gymnasium) studierte er an der Universität Tübingen Geschichte und Philosophie. Seit dem Wintersemester 1912/13 war er Mitglied der Studentenverbindung Luginsland Tübingen.  Unterbrochen wurde sein Bildungsgang durch seine Einberufung während des Ersten Weltkriegs. Bis 1918 stand er als Leutnant und Kompanieführer beim 10. Württembergischen Infanterie-Regiment Nr. 180, beim Landwehr-Infanterie-Regiment Nr. 120 sowie beim Stab Generalkommando z. b. V. 58 an der Front.
Nach seiner Heimkehr schloss er sein Studium ab und trat in den diplomatischen Dienst des Deutschen Reichs ein. Ab 1922 war er Attaché im Auswärtigen Amt, wurde 1928 zum Legationsrat befördert und 1930 als Konsul nach Lyon versetzt. Später war er Geschäftsträger in Addis Abeba und von 1936 bis 1943 Leiter des Referats Afrika. Am 1. März 1938 war er der NSDAP beigetreten. Schon zuvor war er in der  Kampagne des NS-Staates zur Wiedereingliederung des Saarlandes in das Deutsche Reich aktiv. 1943 war er in Bozen eingesetzt.
Nach Ende des Zweiten Weltkriegs war Strohm zunächst als Schriftsteller und Hörfunkkommentator tätig. Später war der Saarlandexperte Sachbearbeiter für Territorialfragen im Deutschen Büro für Friedensfragen. Anfang 1950 wechselte er in die Verbindungsstelle der Bundesregierung zu den Hohen Kommissaren nach Bonn. Nach Wiedererrichtung des Auswärtigen Amtes im Jahr 1951 wurde Strohm die Bearbeitung der Saarfrage übertragen. Die Weitergabe von Dokumenten durch seine Vertraute, die Agentin Hella Hubaleck, führte zu seiner vorübergehenden Suspendierung. Im Herbst 1954 trat er die Nachfolge von Rudolf Holzhausen im Amt des Botschafters für Südafrika an. Dort starb er am 22. August 1957 an einem durch die Asiatische Grippe hervorgerufenen Herzschlag.

## Ehrungen
- Eisernes Kreuz (1914) II. und I. Klasse
- Goldene Württembergische Militär-Verdienstmedaille am 7. April 1916[3]
- Verwundetenabzeichen (1918)
- Großes Bundesverdienstkreuz mit Stern (1957)